# Magnetron

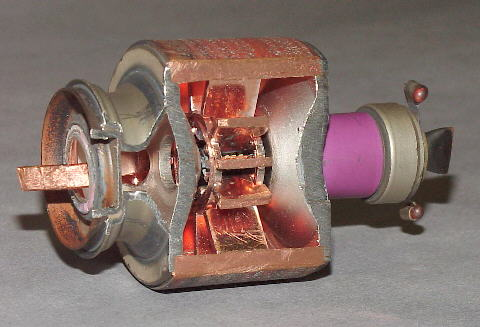
Magnetron sezionato

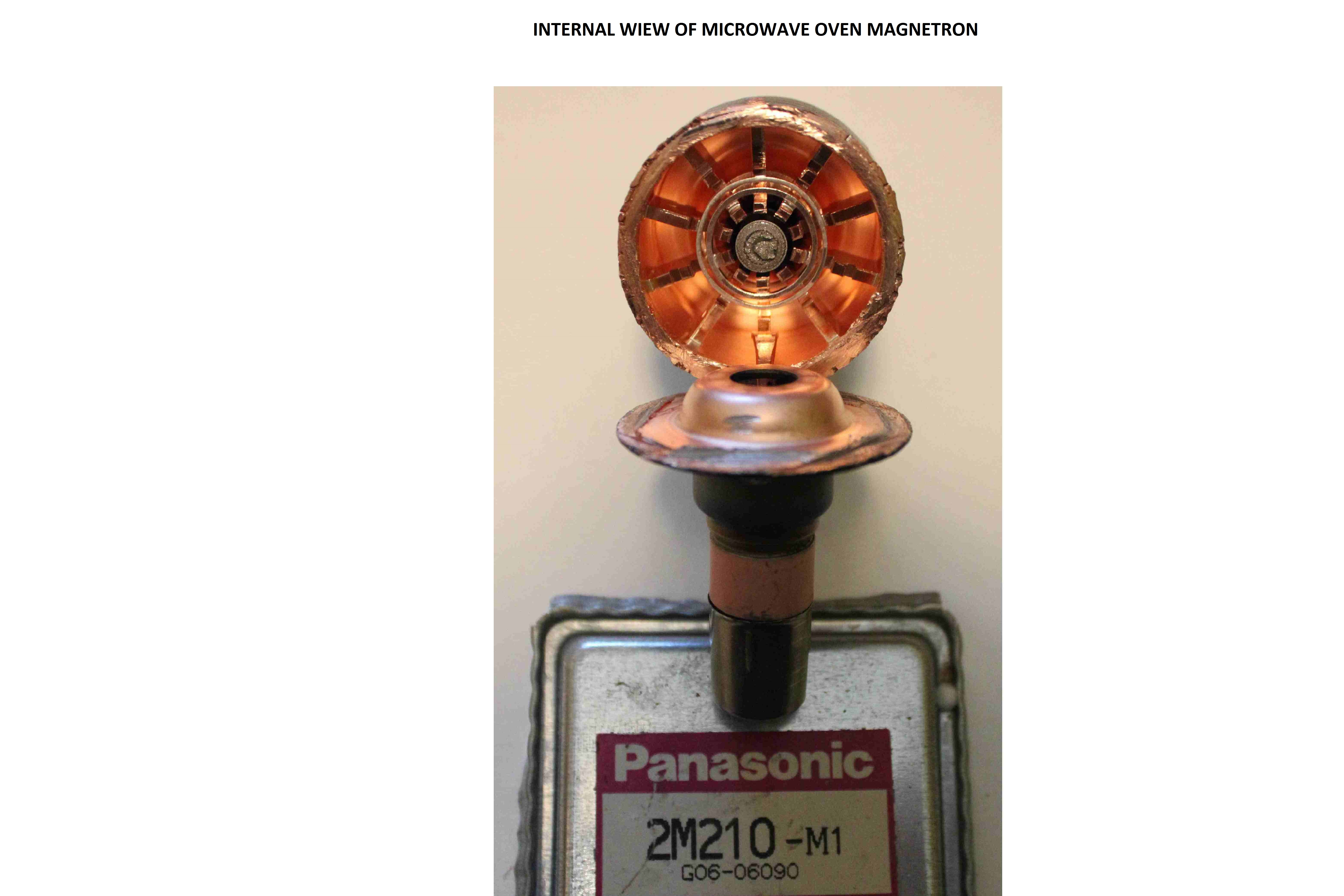
Interno di magnetron per forno a microonde

Il magnetron è un tipo di valvola termoionica (tubo a vuoto) ad alta potenza destinata alla produzione di microonde non coerenti. Il magnetron è anche un sistema in grado di accoppiare un campo magnetostatico e una radiofrequenza ai fini di depositare film sottili di dielettrici o metalli non magnetici, impiegato industrialmente e per scopi di ricerca negli apparati di deposizione fisica detti sputtering.

## Struttura e funzionamento

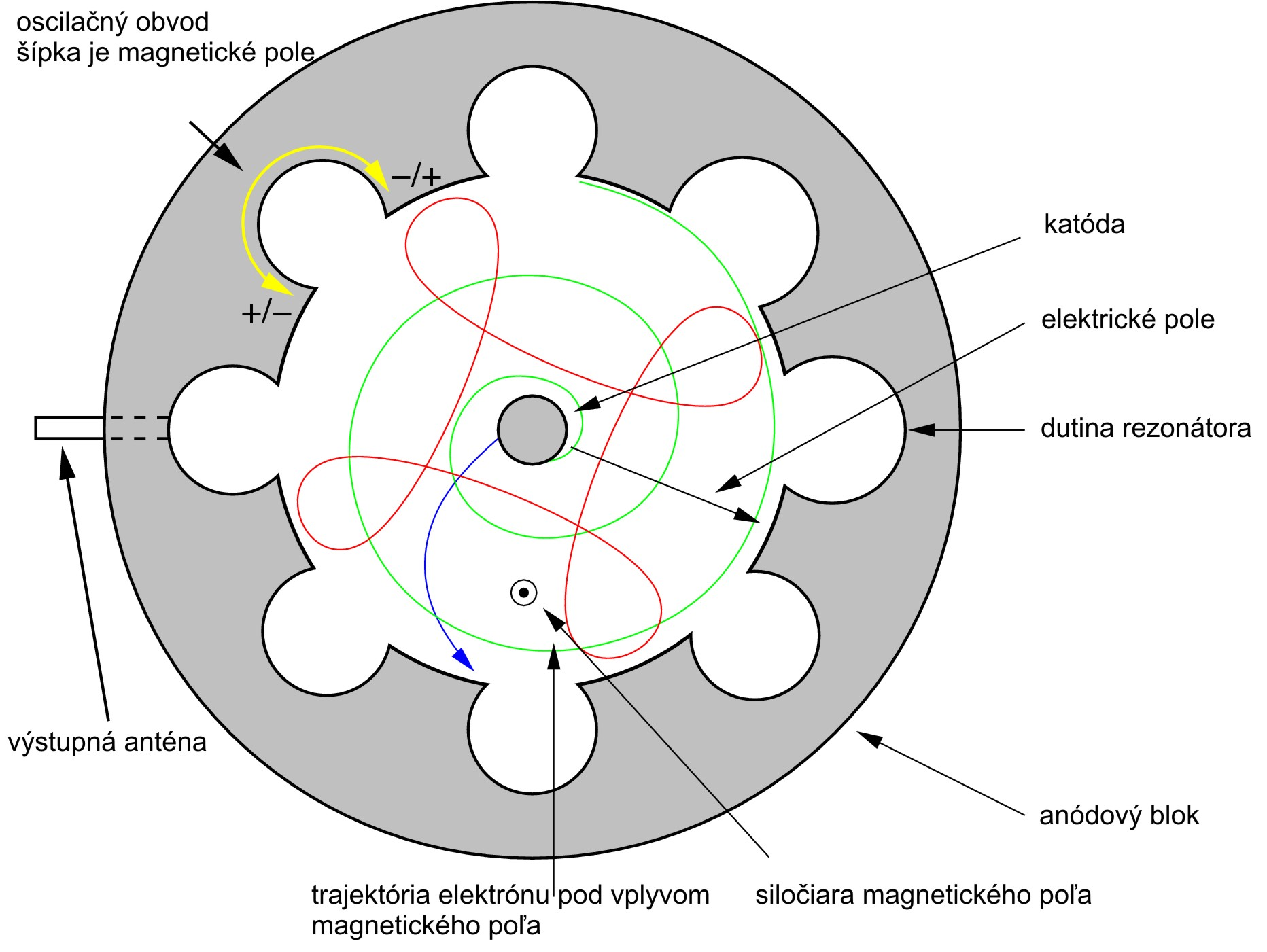
Sezione schematica di magnetron

Il magnetron è costituito da una camera con sezione circolare circondata da lobi, in cui è stato effettuato il vuoto, la cui struttura costituisce l'anodo, con potenziale elettrico nullo. Al centro è collocato un filo mantenuto incandescente, il catodo, e ad un potenziale elettrico negativo, costante o impulsivo, molto elevato rispetto all'anodo. Nella direzione normale al campo elettrico, costituito tra catodo ed anodo, è mantenuto un campo magnetico prodotto da un magnete permanente. Il filamento e il catodo sono costituiti da un unico elettrodo realizzato in filo di tungsteno a forma elicoidale, con un numero di spire variabile fra 8 e 12, di raggio circa pari alla lunghezza. Il catodo è rivestito di un materiale idoneo ad emettere elettroni.
Gli elettroni emessi per effetto termoionico dal filamento tendono a muoversi verso le pareti della camera, mantenute a potenziale zero, che corrispondono all'anodo, positivo rispetto al catodo. La presenza del campo magnetico però causa una curvatura nella loro traiettoria per effetto della forza di Lorentz, portandoli a seguire un percorso a cicloide (cioè un punto appartenente ad una circonferenza che si muove lungo una retta).
Sul perimetro della camera sono ricavate delle aperture opportunamente spaziate e comunicanti con delle cavità. Gli elettroni, raggiungendo il bordo delle cavità, si uniscono in fasci che oscillano a Radio frequenza, dipendente dalle dimensioni del Magnetron, per effetto dei campi incrociati (campo magnetico e campo elettrico).
Una parte di questo campo è prelevato da una spira, detta di prelievo, connessa ad una guida d'onda (un tubo metallico in grado di convogliare le microonde), e da questa inviato al carico utilizzatore, che sia una antenna trasmittente, oppure la camera del forno a microonde.
Nell'immagine a destra è rappresentato il moto che un elettrone uscente dal filo centrale avrebbe in assenza di campo magnetico (blu) e quello che assume all'interno del magnetron (rosso). I punti gialli (visibili soltanto ingrandendo opportunamente la foto) rappresentano le linee del campo magnetico viste in sezione trasversale. In marrone è rappresentata la spira di prelievo. Le frecce verdi rappresentano il campo elettrico (freccia corta) ed il campo magnetico (freccia circolare) che si instaurano nel circuito RLC equivalente alla cavità.
La dimensione delle cavità determina la frequenza di risonanza e quindi la frequenza delle onde radio prodotte. Questa frequenza non è molto precisa né modificabile. Questo non è un problema nelle applicazioni tipiche del magnetron, quali il radar e la cottura dei cibi. Ove sia richiesta precisione si usano altri dispositivi, per esempio il Klystron o i TWT (Travelling Wave Tube). La potenza irradiata dipende dalla tensione applicata e dalle caratteristiche costruttive del tubo.

## Impieghi

### Radar
Nei sistemi radar la guida d'onda è connessa con una antenna, che può essere una scanalatura nella guida oppure un allargamento a cono puntante su un riflettore parabolico. Il magnetron è alimentato con brevi impulsi di alta tensione, in modo da emettere rapidi impulsi di microonde, che vengono irradiati dall'antenna. Parte di questa energia è riflessa all'indietro dagli ostacoli incontrati e ritorna all'antenna con un ritardo proporzionale alla distanza in cui si forma l'eco o meglio la riflessione dell'onda elettromagnetica. Qui un dispositivo (di solito un circolatore) indirizza il segnale verso un sensibile ricevitore radio e quindi visualizzato su uno schermo a raggi catodici oppure elaborato digitalmente.

### Riscaldamento e cottura

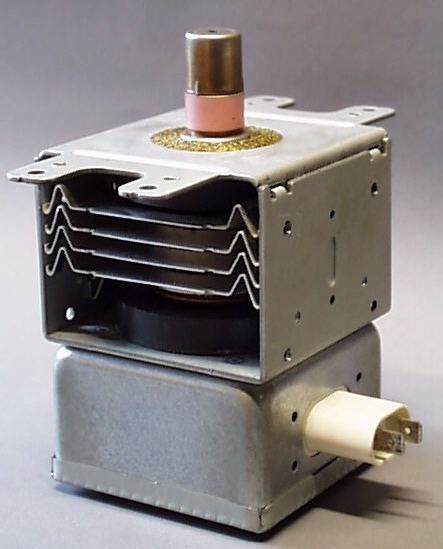
Un magnetron di forno a microonde

Nel forno a microonde la guida d'onda si collega con la camera di cottura attraverso una finestra chiusa da un materiale trasparente alle microonde, tipicamente un foglio sottile di mica, che ha la funzione di proteggere il magnetron dalla sporcizia. Nella camera di cottura le microonde vengono quindi assorbite, con efficienza differenziata, da diversi materiali tra cui l'acqua contenuta nei cibi, trasformandosi in calore.
Se le onde non vengono assorbite subiscono una riflessione. Le onde stazionarie che si creano dissipano la loro energia innescando un arco di plasma in prossimità dell'antenna del magnetron, distruggendola. Per questo motivo è importante non fare funzionare il forno a vuoto, e se si devono scaldare piccole quantità di materiale è opportuno collocare all'interno della camera anche un bicchiere contenente acqua. La frequenza tipica dei magnetron per forni a microonde è di 2,45 GHz.

## Storia
Un primo modello di magnetron a due poli fu sviluppato intorno al 1920, ma la potenza prodotta era molto limitata rispetto alle versioni con cavità.

La ricerca ebbe una ripresa durante la seconda guerra mondiale per la necessità di sviluppare rapidamente un generatore di microonde nella banda di 10 cm (prima erano impiegati 150 cm) adatto per il radar.
Nel 1940, all'università inglese di Birmingham, John Randall e Harry Boot realizzarono un prototipo funzionante di magnetron a cavità risonanti, riuscendo successivamente ad aumentarne di un fattore 100 la potenza emessa.
Una prima versione da 4 kW fu costruita dalla britannica General Electric Company e consegnata al governo statunitense nell'agosto del 1940. All'epoca il più potente generatore disponibile negli Stati Uniti, il Klystron, aveva una potenza dell'ordine di decine di watt. Fu definita "Il carico più prezioso mai consegnato sulle nostre coste". Per non destare attenzione, la preziosa merce non fu trasportata da scorte armate, ma spedita con i consueti mezzi postali.

Questo tipo di magnetron fu largamente utilizzato durante la seconda guerra mondiale dando agli Alleati una notevole superiorità sui mezzi equivalenti in dotazione agli eserciti nazisti e giapponesi, influendo così sul decorso degli eventi bellici. In particolare i tedeschi non riuscivano a capire come facessero gli inglesi (grazie ai nuovi radar) a prevedere con largo anticipo l'arrivo dei loro aerei e portare in cielo i caccia della RAF in tempo.
Da allora sono stati costruiti miliardi di magnetron, alcuni per i radar ma la maggior parte per una applicazione insospettata agli inizi: il forno a microonde.

## Sicurezza

Segnale di pericolo: microonde ad alta potenza

I rischi dovuti all'utilizzo del magnetron sono quelli legati all'esposizione alle microonde dette anche N.I.R. (Non-Ionizing Radiation), cioè ustioni, danni ai tessuti molli (testicoli), opacizzazione del cristallino oltre a disordini nella calcificazione ossea. La sperimentazione su apparati impieganti il magnetron richiede particolari attenzioni e preparazione, poiché i fasci di microonde sono invisibili e possono riflettersi in modo insidioso.
Un altro pericolo associato al magnetron è costituito dalla elevata tensione di funzionamento.